# 薩瓦河省
萨瓦河省在1929至39年是南斯拉夫王国的一个省，领土包括今克罗地亚北部 (包含斯拉沃尼亚)，因萨瓦河而得名，首府是萨格勒布。
1939年，该省与海滨省和邻近省份部分地区合并，成为克罗地亚省。
1941年，前萨瓦河省被轴心国占领。意大利与匈牙利取得小部分领土，其余则成为克罗地亚独立国。战后，该地成为南斯拉夫社会主义联邦共和国下辖的克罗地亚部分。